# ウィングスパン

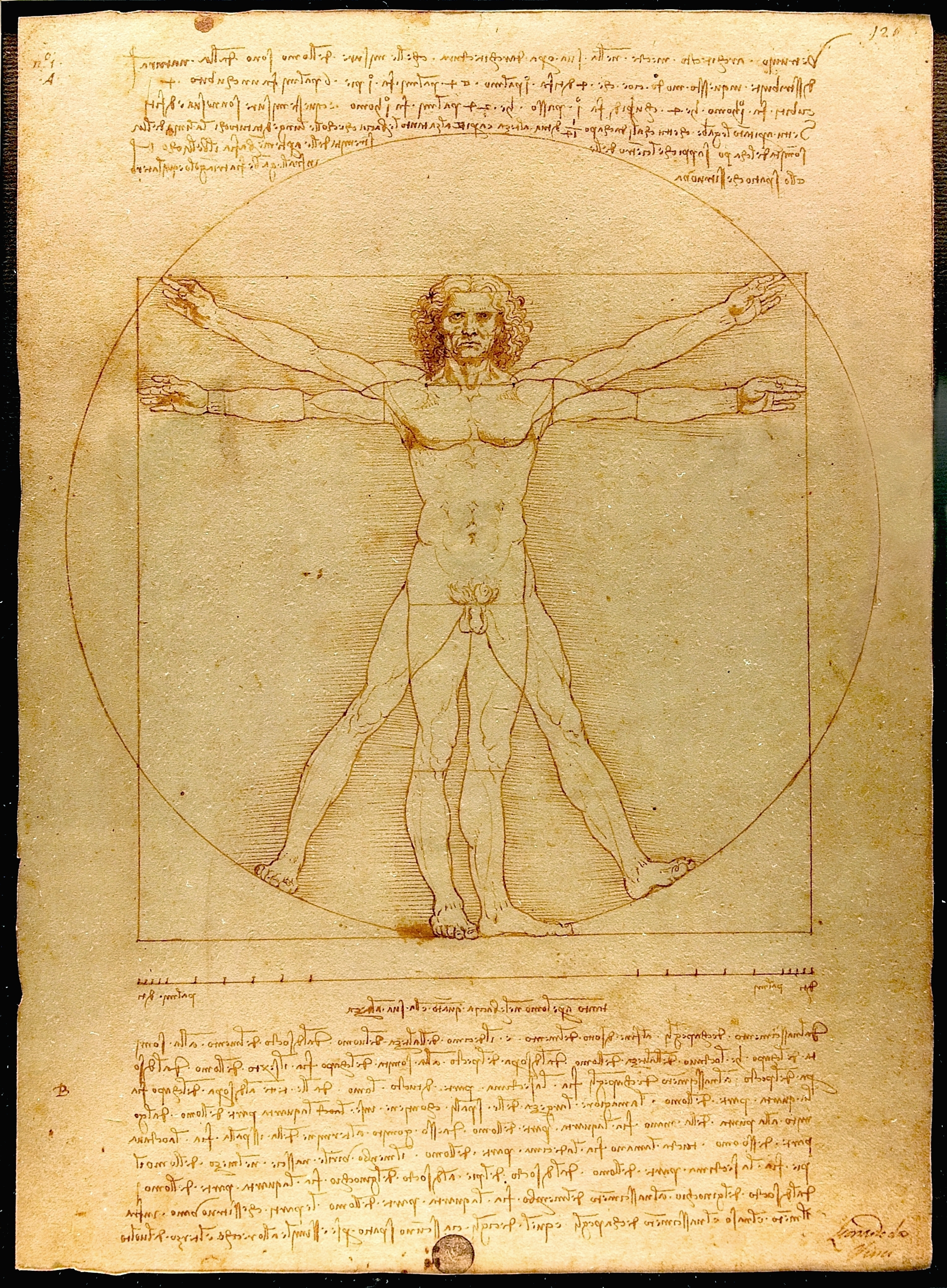
レオナルド・ダビンチの人体図

ウィングスパン（英: Arm span / wingspan (in sports) ）とは、両腕を左右に水平に広げたときの片方の腕の指先からもう片方の腕の指先までの長さをいう英語。本来は飛行機・飛行動物の翼の幅のことである。
あらゆるスポーツで重要となってくる「腕の長さ」「リーチ」を測る一つの基準であり、スポーツによっては身長以上に大切となってくる場合もある。一般人は大体身長と同程度と言われている。
世界各地に伝わる身体尺で例えば英語の fathom（ファゾム）、古代中国の尋(xún)、日本語の尋（ひろ）などと同義。

## ウィングスパンが長いことで有名な人物

### バスケットボール(NBA)
マヌート・ボル
NBA史上最長のウィングスパンを有したと言われ、身長231cmでウィングスパンは8フィート6インチ (2.59 m)、スタンディングリーチは10フィート5インチ (3.18 m)に達した。
アレン・アイバーソン
NBAのフィラデルフィア・セブンティシクサーズなどに所属していたプロバスケットボール選手。身長183センチメートル（実際は180センチメートルもないのでは、と頻繁に噂される）に対してウィングスパンは190センチメートル以上。
姚明
NBAのヒューストン・ロケッツに所属していた元プロバスケットボール選手。2011年5月現在、現役最長身プレイヤー。身長229センチメートルに対してウィングスパンは229センチメートル（身長226センチメートル、ウィングスパン226センチメートルとの説もある）。
ハシーム・サビート
NBAのオクラホマシティ・サンダーなどに所属していたプロバスケットボール選手。身長221センチメートルに対してウィングスパンは234センチメートル（229センチメートルとも）。
テイショーン・プリンス
NBAのデトロイト・ピストンズなどに所属していたプロバスケットボール選手。身長206センチメートルに対してウィングスパンは230センチメートル以上（220センチメートル程度との情報もあるが、いずれにせよ非常に長い）。
ベン・ウォーレス
NBAのデトロイト・ピストンズなどに所属していたプロバスケットボール選手。身長206センチメートル（実際は201センチメートル程度と公言している）に対してウィングスパンは213センチメートル以上。7フッター（213センチメートル）のセンタープレイヤーに匹敵する長さである。
ラマー・オドム
NBAのダラス・マーベリックスなどに所属していたプロバスケットボール選手。身長208センチメートルに対してウィングスパンは213センチメートル以上。7フッター（213センチメートル）のセンタープレイヤーに匹敵する長さである。
パウ・ガソル
NBAのロサンゼルス・レイカーズなどに所属していたプロバスケットボール選手。213センチメートルの長身選手であり、ウィングスパンは身長よりもかなり長い。
ケビン・デュラント
NBAのブルックリン・ネッツに所属するプロバスケットボール選手。身長211センチメートルに対してウィングスパンは226センチメートルあるとされる（テキサス大学時代は、身長206センチメートルに対してウィングスパンは224センチメートルであった）。
ドワイト・ハワード
NBAのロサンゼルス・レイカーズに所属するプロバスケットボール選手。身長208センチメートルに対してウィングスパンは226センチメートル。
レイジョン・ロンド
NBAのロサンゼルス・レイカーズに所属するプロバスケットボール選手。身長185センチメートルに対してウィングスパンは206センチメートル。手のひらが大きいことでも有名で、レブロン・ジェームズ（身長203センチメートル）よりも大きい。
ロドリグ・ボーボワ
TBLのアナドル・エフェスSKに所属するプロバスケットボール選手。身長183センチメートルに対してウィングスパンは208センチメートル。
ジョージ・ヒル
NBAのミルウォーキー・バックスに所属するプロバスケットボール選手。身長188センチメートルに対してウィングスパンは206センチメートル。ニックネームは、ウィングスパンからアルバトロス。
カワイ・レナード
NBAのロサンゼルス・クリッパーズに所属するプロバスケットボール選手。身長201cmで、ウイング・スパン221cm、スタンディングリーチは269cm。
ヤニス・アデトクンボ
NBAのミルウォーキー・バックスに所属するプロバスケットボール選手。身長211センチメートルに対してウィングスパンは221センチメートル。ギリシャ出身。

### ボクシング
プリモ・カルネラ
元世界ヘビー級王者。プロボクサー。身長197センチメートルに対してウィングスパンは217センチメートルあったといわれている。
ソニー・リストン
元世界ヘビー級王者。プロボクサー。身長184センチメートルに対してウィングスパンは213センチメートルあったといわれている。
ポール・ウィリアムス
元WBO世界スーパーウェルター級暫定王者。プロボクサー。身長185センチメートルに対してウィングスパンは208センチメートル。ニックネームは、The Punisher(懲罰者)。
マイケル・グラント
元NABFヘビー級王者。プロボクサー。身長201センチメートルに対してウィングスパンは218センチメートル。1972年08月04日生まれ。
ドノバン・ラドック
元WBAインターコンチネンタル・ヘビー級王者。プロボクサー。身長191センチメートルに対してウィングスパンは208センチメートル。1963年12月21日生まれ。

### 総合格闘技
ジョン・ジョーンズ
元UFCライトヘビー級王者。総合格闘家。身長193センチメートルに対してウィングスパンは215センチメートル。1987年7月19日生まれ。

### その他
ロバート・ワドロー
ギネスブック認定の人類史上最も背の高い人物。身長272センチメートルに対してウィングスパンは288センチメートルと記録されている。